# Nils Ericson
Nils Ericson (Långban, 31 de janeiro de 1802 — Estocolmo, 8 de setembro de 1870) foi um barão (friherre) e engenheiro sueco do século XIX. Era irmão do engenheiro e inventor John Ericsson. Foi um notável construtor de canais e de linhas ferroviárias. A ele se devem o Canal de Trollhättan na Suécia e o Canal de Saimaa na Finlândia, assim como a rede ferroviária principal da Suécia.